# Eurycnema
Genre
Eurycnema est un genre de phasmes de la famille des Phasmatidae, de la sous-famille des Phasmatinae, qui a été décrit par Audinet-Serville en 1832. Leurs œufs ressemblent aux graines des plantes dont ils s'alimentent.

## Espèces
Selon BioLib (12 août 2024) :
- Eurycnema cercata Redtenbacher, 1908
- Eurycnema goliath (Gray, 1834)
- Eurycnema herculeana Charpentier, 1841
- Eurycnema nigrospinosa  Redtenbacher, 1908
- Eurycnema osiris (Gray, 1834)
- Eurycnema versirubra (Audinet-Serville, 1838)